# Рагаб, Хасан
Хасан Рагаб (араб. حسن رجب‎) — египетский военный, дипломат и общественный деятель. Более всего известен своими работами по реконструкции технологии производства папируса, что привело к заметным изменениям в туристической отрасли Египта. Основатель «Фараоновой деревни» на острове Яакуб в Гизе.

## Биография
Родился в Хелуане, получив инженерное образование в Каирском университете и Высшей школе электротехники в Париже. С 1939 года служил в инженерном корпусе египетской армии, участвовал в первом и втором сражениях при Эль-Аламейне, дослужившись до генеральского звания в 1943 году. В 1944 году возглавил департамент научных военных исследований (запатентовал солнечный компас и шифровальную машинку), в 1945 году работал в египетской дипломатической миссии в Вашингтоне. После Революции 1952 года служил в военном министерстве, в 1956 году стал первым послом Египта в Китайской Народной Республике. Далее назначен послом в Италии (1959) и Югославии (1961), после отставки с дипломатической службы в 1962 году возглавил египетскую организацию по водным ресурсам. C 1964 года работал в министерстве туризма.
Именно ко времени пребывания в Китае относится его увлечение историей технологии бумаги и вообще писчих материалов; он посетил мемориал Цай Луня. После отставки с дипломатической службы в 1962 году принял решение заняться восстановлением технологии производства папируса. Приступив к работе, он обнаружил, что папирус более не возделывается в Египте, и он был вынужден завозить посевной материал из Судана и Сицилии. Почти четыре года заняло изучение древних источников, в которых технология была описана или лапидарно или совершенно непонятно. В июле 1966 года Рагаб изготовил первые образцы папирусов, и с 1967 года основал Институт папируса на острове Яакуб. Помимо исследований, он превратился в крупный центр производства художественных копий древнеегипетских папирусов на продажу. Запатентовал устройства для проката папирусных волокон и печати иероглифов на папирусе.
В 1979 году Х. Рагаб защитил диссертацию на степень доктора философии в Политехническом институте Гренобля (Франция). Тема диссертации: «Папирус и производство писчего материала у древних египтян», по материалам было опубликовано несколько книг и около 30 статей.
Достигнув известности в научном мире, Хасан Рагаб в 1974 году начал работы по созданию «Фараоновой деревни», предметом его вдохновения был «Мир Диснея» в Орландо (Флорида). Выкупив остров Яакуб, он засадил его 5000 деревьев, такими же, какие возделывались в древности — ивы, платаны и финиковые пальмы; они должны были закрывать вид современного Каира. В 1985 году музей под открытым небом был открыт для посетителей. В 1992 году его усилиями была построена точная копия гробницы Тутанхамона.